# Antonio Palomino
Antonio Palomino, né à Bujalance (province de Cordoue) en 1655 et mort à Madrid en 12 août 1726, est un peintre, théoricien de la peinture et critique d'art espagnol. Il est surtout connu comme historien de la peinture espagnole, en particulier de Diego Vélasquez.

## Biographie

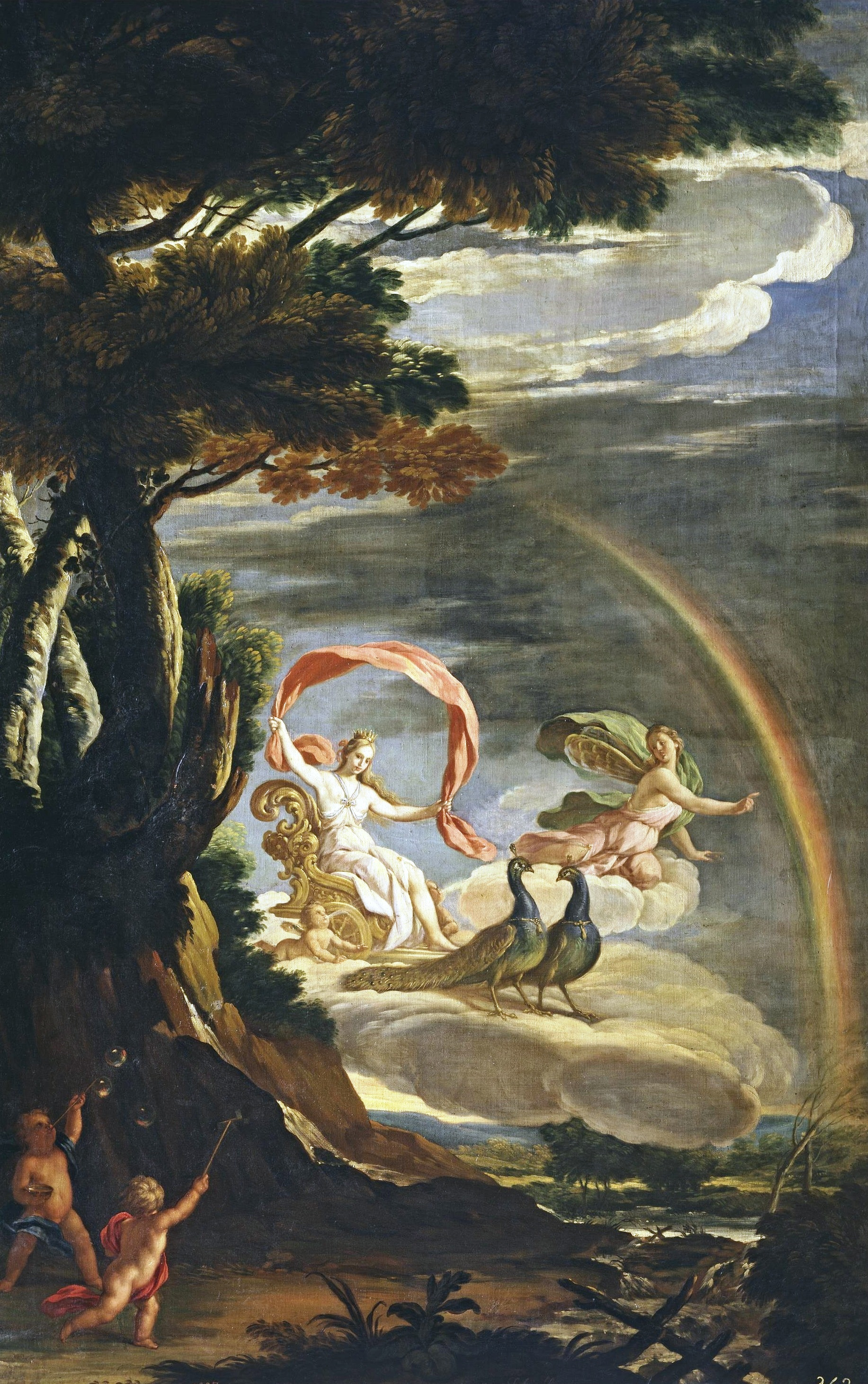
Alegoría del aire, Musée du Prado, Madrid.

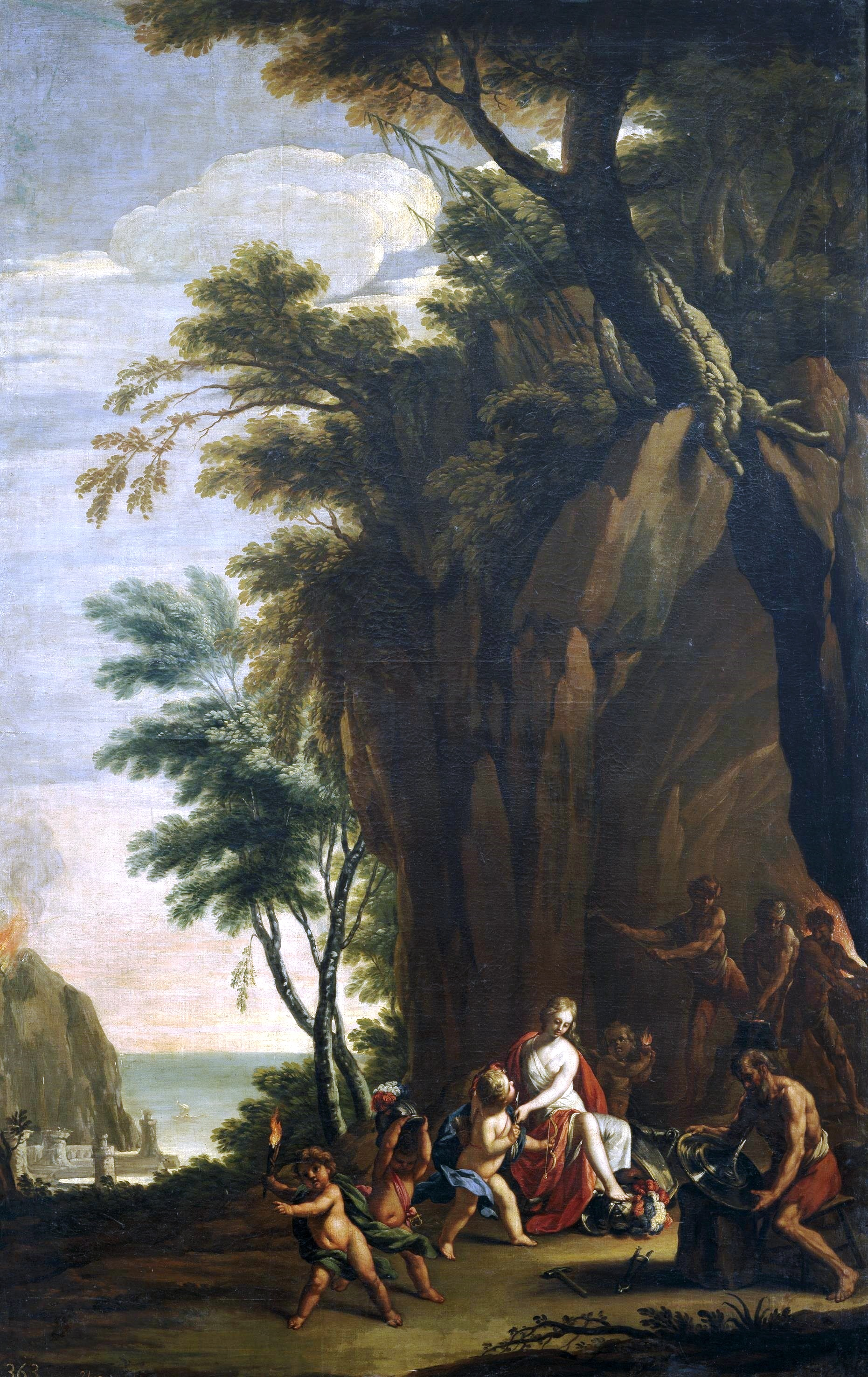
Alegoría del fuego, Musée du Prado, Madrid.

Il est né à Bujalance en 1655 au sein d'une famille aisée. Enfant, il suit sa famille à Cordoue, où il étudie la grammaire, la philosophie, le droit, la théologie et le Droit canon ; il reçoit par ailleurs des leçons de peinture de Juan de Valdés Leal, qui vivait là en 1672. En 1675, il fait la connaissance de Juan de Alfaro y Gámez qui eut une influence favorable sur son talent pictural. Il travaille avec ce maître et le suit en 1678 à Madrid, après avoir été ordonné sous-diacre.
À Madrid, il devient l'ami de Claudio Coello et de Juan Carreño de Miranda. Ce dernier le prend comme collaborateur pour la peinture de fresques dans la galerie de la reine à l'Alcazar. Peu après il épouse Catalina Bárbara Pérez de Sierra, fille d'un diplomate, et après avoir été nommé maire du Conseil de la Mesta, on lui attribue un titre nobiliaire. En 1688, il est nommé peintre de cour de Charles II et en 1690, il est chargé de dessiner les décorations en l'honneur du mariage du roi.
Palomino paraît avoir une grande délicatesse de caractère : le fait semble établi par ses nombreuses amitiés artistiques. Il en donne une preuve nouvelle en aidant de ses connaissances historiques Luca Giordano, venu en Espagne en 1692 et dont l'arrivée était vue d'un assez mauvais œil par les artistes espagnols. Le maître napolitain lui en témoigne plus tard sa reconnaissance publiquement.
En 1695, Palomino est à Valladolid où il peint un remarquable tableau : Fiançailles de la vierge Marie et de saint Joseph, aujourd'hui au Musée de la ville. La signature dessinée en perspective au bas du tableau porte : « Antonio Palomino F.B.T.A 1695 ».
Palomino part à Valence en 1697, où il reste trois ou quatre ans à peindre des fresques. Il réalise celles de la basilique de la Vierge des Désemparés (es) et de l'église des Saints-Jean. Durant un bref temps de retraite au Vall de Uxó, il réalise quelques peintures pour les ducs de Segorbe et, avant son départ, il conçoit le programme pictural de la coupole de l'église de saint Nicolas de la capitale valencienne, tout en laissant le travail d'exécution à un de ses collaborateurs, le valencien Dionís Vidal (es).
Entre 1705 et 1715, il réside à Salamanque, Grenade puis Cordoue, et plus tard à Madrid, où il se charge de la partie picturale du sanctuaire du monastère de Santa María d'El Paular, dont il ne reste aujourd'hui que peu de choses ; ce travail est effectué en 1723 et met fin à sa carrière. Après la mort de son épouse en 1725, Palomino se fait prêtre.
Il meurt le 12 août 1726 à Madrid.
Son œuvre principale est de caractère historico-littéraire : les 3 volumes (1715-1724) d’El museo pictórico y escala óptica sont parmi les principales sources utilisées pour l'étude de l'histoire de la peinture baroque espagnole.

## Œuvre picturale
Dans ses œuvres, on mesure l'évolution de la peinture baroque de la fin du XVIIe siècle vers le Rococo et, à la fin, le Néoclassicisme qui s'imposera au XVIIIe siècle. Son style montre l'influence du Baroque de la Cour ou école madrilène (es) de peinture, qu'il a connu durant ses séjours dans la capitale. Palomino soigne toujours l'adéquation de ses tableaux à la thématique, aux objectifs et au lieu auxquels ils sont destinés, supprimant des éléments anecdotiques ou secondaires en visant la clarté, au risque parfois d'une certaine rigidité ou raideur; cependant il a su doter ses œuvres de la fraîcheur du mouvement, de la couleur et du côté décoratif caractéristique du Baroque.
Parmi ses tableaux, on peut citer La confesión de San Pedro, les fresques de l'église de San Juan del Mercado et celles de la chapelle de la Vierge de los Desamparados, à Valence ; les cinq tableaux du grand retable, représentant San Fernando, une Aparición, et le Martirio de San Acisclo y Santa Victoria, à la cathédrale de Cordoue ; des fresques de la coupole du Sanctuaire, à la Chartreuse de Grenade ; les fresques de testero du cœur de l'église de San Esteban de Salamanque ; un tableau de San Antonio de Padua à Sigüenza, et une Inmaculada Concepción conservée à la cathédrale de Palencia ; un San Antonio au monastère des Clarisses de Orihuela ; San Dionisio et la Virgen de los Dolores, à Séville ; le plafond de la sacristie de san Isidro el Real et les fresques de la Casa de la Villa (es), actuelle hôtel de ville, à Madrid ; ainsi qu'un Santo Tomás de Aquino du musée d'Art Sacré de Málaga.
Au musée du Prado sont conservées une Alegoría del aire et une Alegoría del fuego de sa main. Ces deux tableaux peints vers 1700 font partie d'un ensemble de quatre tableaux (allégories des quatre éléments) réalisés pour l'Alcázar royal de Madrid. Les deux autres tableaux ont été peints par Jerónimo Antonio Ezquerra (es) (Alegoría del Agua) et Nicola Vaccaro (Alegoría de la Tierra).

## Galerie

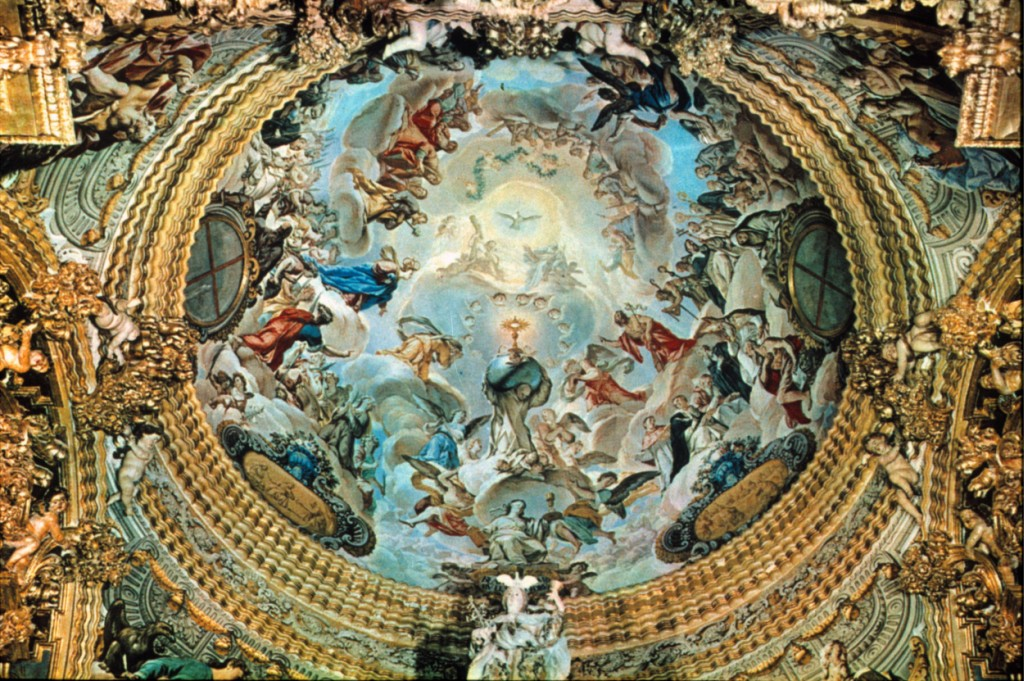
Fresque de la coupole du Sanctuaire de la chartreuse de Grenade.
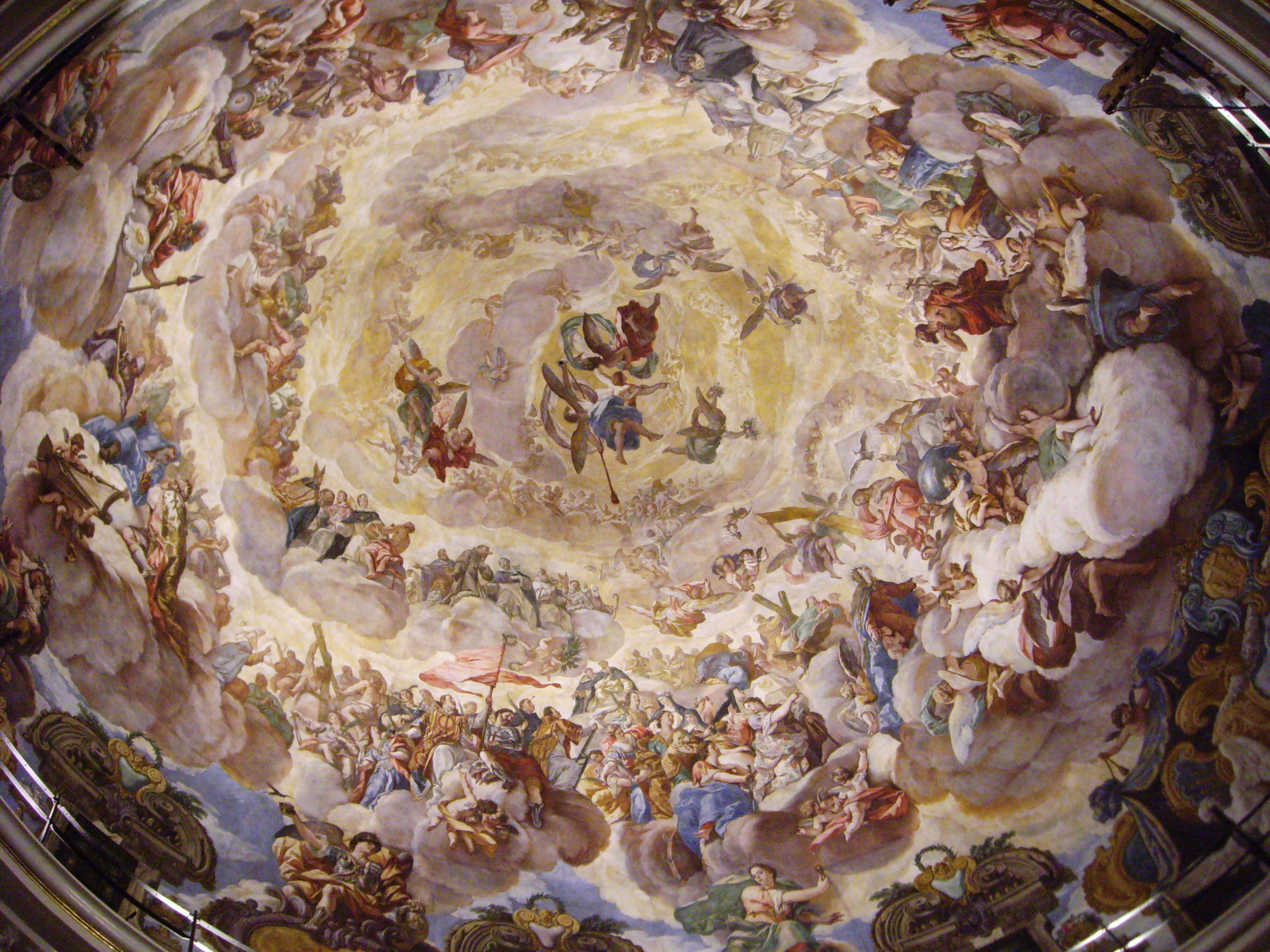
Coupole de la basilique de la Vierge des Désemparés (es) de Salamanque.
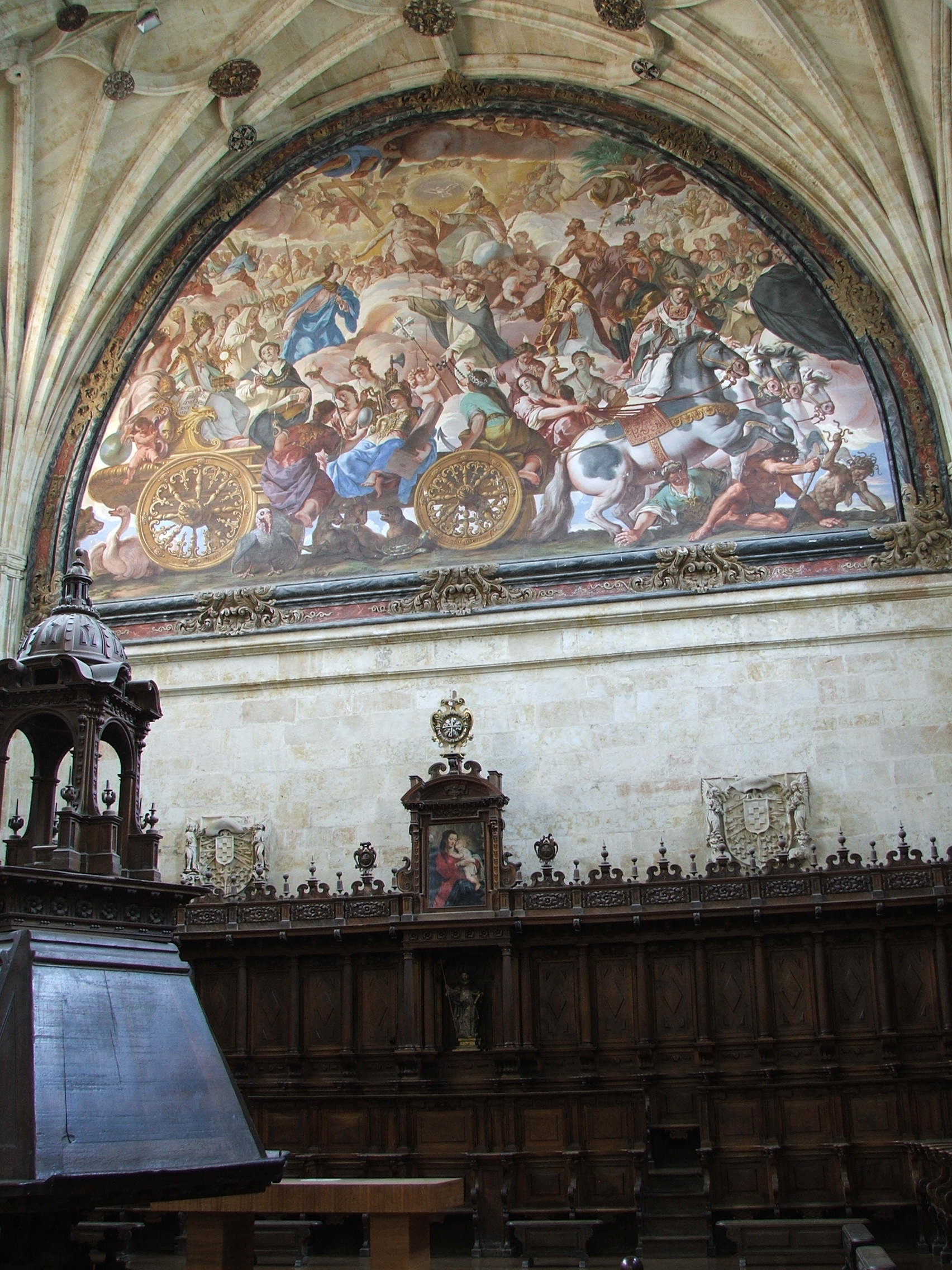
Triomphe de l'Église, dans le chœur de l'église de San Esteban de Salamanque.
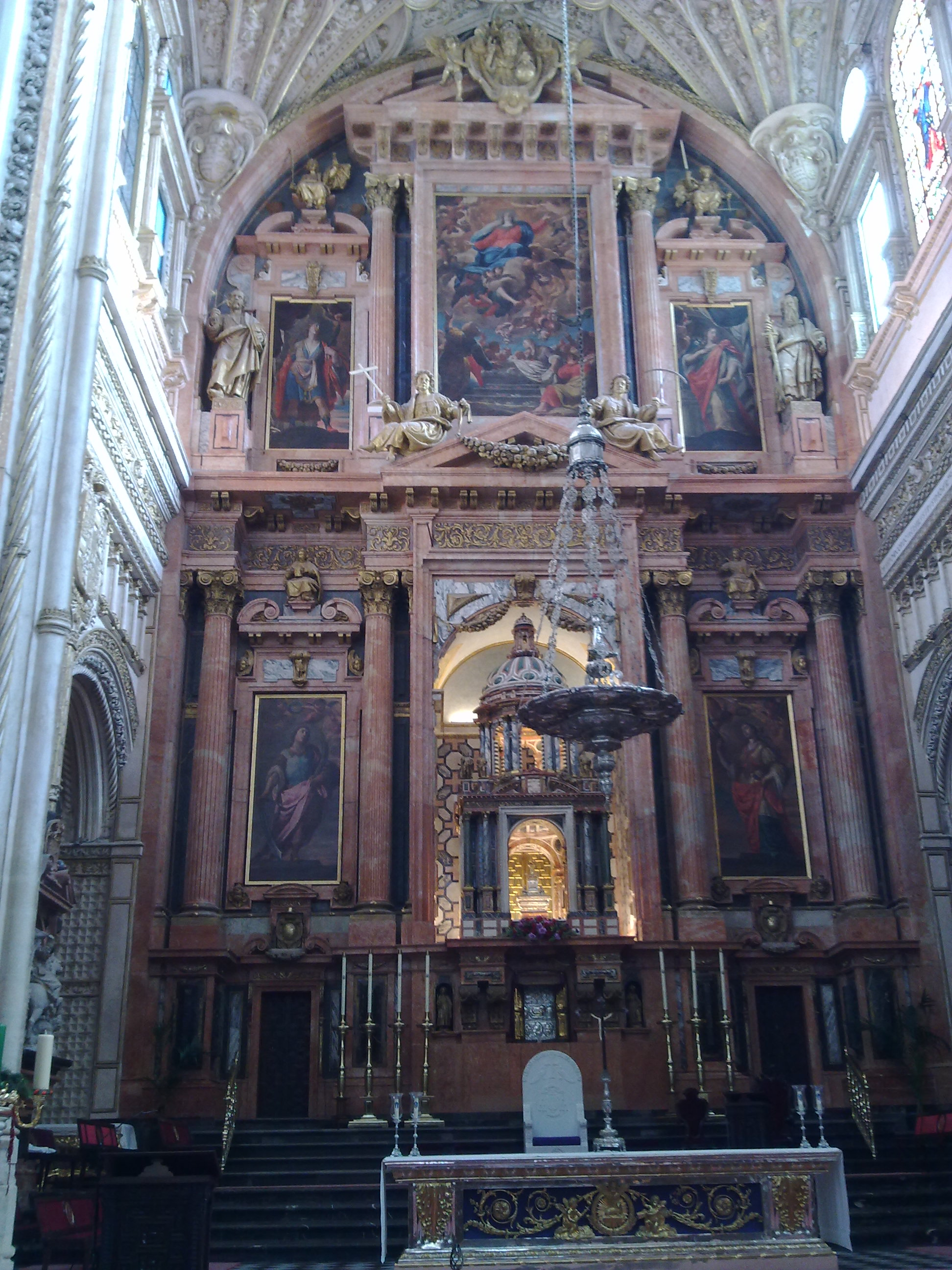
Peintures de Palomino du retable principal de la cathédrale de Cordoue.

## Publications
Palomino a écrit entre 1715 et 1724 son ouvrage en trois tomes El museo pictorico y escala optica. Les deux premiers tomes sont tournés vers la technique et l'art de la peinture, et ont eu peu d'influence sur la suite.
Le troisième tome, sous-intitulé El Parnaso español pintoresco laureado, rassemble 226 biographies d'artistes espagnols réputés du XVIe siècle et XVIIe siècle et est une précieuse somme pour la connaissance des peintres espagnols du Siècle d'or espagnol, ce qui lui a valu l'honneur d'être appelé le Vasari espagnol. Ce tome fut partiellement traduit en anglais en 1739. Plus tard, un résumé de l'ouvrage original fut publié à Londres en 1742. Il fut traduit en français en 1749 et en allemand en 1781 (publié à Dresde). La seconde édition en espagnol fut publiée à Madrid en 1797. La dernière traduction en anglais fut réalisée en 1987 par Nina Ayala Mallory (éditée chez Cambridge University Press).
- El museo pictorico y escala optica[3], Madrid, 1715-1725
  - Volume 1: Teoría de la pintura, 1715
  - Volume 2: Práctica pintura, 1724, dont son neveu Juan Bernabé a gravé le frontispice.
  - Volume 3: El parnaso español pintoresco y laureado, 1724 (Nouvelle édition 1797)[4]

## Musées
- Musée Thomas-Henry (Cherbourg) : Saint Sébastien
- Musée du Prado (Madrid) :
  - Conception,
  - Saint Jean enfant,
  - Saint Bernard
  - Alegoría del aire (vers 1700)[5]
  - Alegoría del fuego (vers 1700)[6]
- Musée des beaux-arts de Rennes : Vision de Saint Antoine.